# Caloptilia fribergensis
Caloptilia fribergensis là một loài bướm đêm thuộc họ Gracillariidae. Nó được tìm thấy ở Pháp, Đức, Ba Lan và central Nga phía nam đến bán đảo Iberia, Ý và Macedonia.
Ấu trùng ăn Acer monspessulanum và Acer pseudoplatanus. Chúng ăn lá nơi chúng làm tổ. The mine starts as an epidermal corridor, that later turns into a blotch và in the end becomes a small triangular full depth blotch, generally in a vein axle. Older larvae leave the mine và continue living freely. In small leaves, the larva may be được tìm thấy ở a leaf cone. In larger leaves, it can be found under a folded leaf segment. Pupation takes place in a yellowish, transparent cocoon.